# Fernando Marroni
Fernando Stephan Marroni (Pelotas, 31 de julho de 1956) é um engenheiro eletricista, político e sindicalista brasileiro. Filiado ao Partido dos Trabalhadores (PT), é o atual prefeito de Pelotas, cargo que ocupou entre 2001 e 2005 e novamente a partir de 2025. Além disso, foi deputado federal em três períodos distintos (1999–2000, 2009–2014, 2015), deputado estadual em uma legislatura (2019–2023) e diretor-presidente da Empresa de Trens Urbanos de Porto Alegre (Trensurb) entre 2023 e 2024.

## Vida pessoal
Fernando Stephan Marroni nasceu em Pelotas, Rio Grande do Sul, no dia 31 de julho de 1956, filho de uma professora. Estudou engenharia elétrica na Universidade Católica de Pelotas (UCPel). Tornou-se servidor da Universidade Federal de Pelotas (UFPel) em 1978. É casado com a psicóloga e política Miriam Marroni, com quem teve duas filhas.

## Carreira

### 1987–1996: Início de trajetória política e primeiras eleições
Marroni iniciou sua trajetória política no movimento sindical por meio da Associação dos Servidores da UFPel (Asufpel), a qual presidiu entre 1987 e 1991. Em 1989, assumiu a direção nacional da Federação dos Trabalhadores das Universidades Brasileiras (Fasubra); no mesmo ano, filia-se ao Partido dos Trabalhadores (PT).
Concorreu a um cargo público pela primeira vez em 1992, quando elegeu-se suplente de vereador. Atraiu um grande número de filiados para o partido, sendo escolhido para disputar a prefeitura em 1996 — o que suscitou debate interno entre correligionários que não lhe achavam um nome forte. Apesar disso, chegou ao segundo turno — realizado pela primeira vez na cidade — contra o ex-prefeito José Anselmo Rodrigues, que venceu com uma vantagem de apenas 3,6% dos votos.

### 1996–2005: Deputado federal e prefeito de Pelotas
Com o desempenho considerado surpreendente no pleito municipal, Marroni tornou-se figura de destaque dentro do partido, disputando cargos internos. Nas eleições estaduais de 1998, elegeu-se deputado federal com mais de 47 mil votos – o quinto mais votado do PT. Durante seu mandato, enfatizou questões relativas a Pelotas em seus discursos, já visando uma próxima candidatura a prefeito. Desta vez, havia a possibilidade concreta de o partido alcançar a vitória; foram realizadas pesquisas de opinião em que Marroni figurava como o provável vencedor, o que o impulsionou a ganhar as prévias eleitorais. Assim, foi eleito prefeito de Pelotas na eleição de 2000, após disputar o segundo turno contra Leila Fetter (PPB), com 52,94% (94 953) dos votos. Em seu lugar na Câmara Federal entrou Ana Corso.
Marroni chegou ao paço municipal em um momento de instabilidade na política local. O prefeito eleito em 1996, Anselmo, ficou 18 meses afastado do cargo por conta de denúncias de improbidade administrativa provenientes de uma comissão parlamentar de inquérito; após longa disputa judicial, foi reempossado em julho de 2000, às vésperas da eleição, o que se refletiu em sua tentativa de reeleição: quarto lugar. Isso posto, a principal bandeira defendida pela nova gestão foi a da participação popular, por meio do orçamento participativo (OP), inspirada naquela implementada por Olívio Dutra em Porto Alegre. A partir do OP, foi criado o projeto "Pelotas Metrópole", no qual a prefeitura buscou recursos do Banco Mundial para obras de infraestrutura – mas esses incentivos só foram autorizados durante o governo de Fetter Júnior (PP), em 2007. Apesar disso, a forma como o OP fora realizado no município foi considerada desorganizada. Além disso, seu governo implantou o Serviço de Atendimento Móvel de Urgência na cidade; construiu dois postos de saúde, o pronto-socorro e o Hemocentro Regional de Pelotas; e organizou um programa de combate à fome em bairros com vulnerabilidade social.
A composição do governo foi complicada, pois várias tendências do partido não concordavam com a escolha do secretariado. Isso levou a uma grande reforma nas secretarias já em seu segundo ano no cargo – vista por alguns partidários como uma forma de remover membros mais críticos da administração, o que foi negado por outros mais próximos ao prefeito. O relacionamento do governo com a Câmara Municipal também foi misto. Algumas posturas do governo também geraram atrito na base apoiadora e na sociedade. Entre os principais conflitos, destacam-se a mudança nos contratos de servidores municipais, que perderam algumas vantagens; uma nova licitação das linhas de transporte coletivo e adoção do sistema de catracas eletrônicas – após pressão popular, a Câmara aprovou um projeto que proibia a instalação das catracas, vetado por Marroni, mas cujo veto fora derrubado; a implantação da medida de trabalho aos sábados à tarde, reinvindicação antiga dos lojistas mas indesejada pelo Sindicato dos Comerciários. Anos após o fim de seu mandato, Marroni foi absolvido pelo Supremo Tribunal Federal de uma ação penal por dispensa de licitação ao firmar acordo com uma empresa para administrar a pedreira municipal.
Nesse contexto, Marroni candidata-se à reeleição em 2004 com apoio da Frente Popular (PT/PL/PCdoB), mesma coligação do pleito anterior. Venceu o primeiro turno com 35,97% (68 669) dos votos, mas foi superado no segundo por Bernardo de Souza (PPS), ex-prefeito que recebeu apoio da maior parte dos outros partidos e somou 52,38% (100 088) dos votos.

### 2006–2022: Retorno à Câmara Federal, deputado estadual e outras candidaturas
Depois de não obter a reeleição à prefeitura, concorreu novamente à Câmara dos Deputados em 2006 e, com 70 mil votos, ficou na primeira suplência, sendo efetivado em 6 de janeiro de 2009. Nesse período, defendeu que o então presidente Luiz Inácio Lula da Silva pudesse se candidatar novamente ao cargo em 2010 para um eventual terceiro mandato seguido e destinou uma emenda parlamentar para ampliação do Hospital Universitário São Francisco de Paula. Nesta legislatura, integrou as comissões permanentes de Ciência e Tecnologia, Comunicação e Informática; de Desenvolvimento Urbano e Interior; de Educação, Cultura e Desporto; de Meio Ambiente e Desenvolvimento Sustentável; de Minas e Energia; de Segurança Pública e Combate ao Crime Organizado; de Trabalho, de Administração e Serviço Público; e de Viação e Transportes.
Em 2008, candidata-se novamente à prefeitura com apoio da coligação Frente Popular (PT/PSB/PCdoB) e com o radialista Otávio Soares como vice. O atual prefeito era Fetter Júnior (PP), eleito vice na chapa de Bernardo em 2004, mas que assumiu logo depois por conta de problemas de saúde do titular e estava buscando uma reeleição. Assim como na eleição anterior, Marroni venceu o primeiro turno com 33,71% (65 109) dos votos. Fetter e Marroni tiveram uma campanha acirrada um contra o outro, intensificada com a ida dos dois ao segundo turno. Em seu horário político, o petista contou com depoimentos a seu favor de, entre outros, Anselmo Rodrigues, ex-prefeito e que também tinha sido candidato, ficando na quarta colocação, e de Cesar Victora, cientista. Também recebeu visitas dos então ministros Tarso Genro e Dilma Rousseff. O principal tema de embate envolveu a autoria do projeto "Pelotas Metrópole" (naquele momento, renomeado "Pelotas Polo do Sul"), proposto no governo de Marroni e implementado no de Fetter; ambos os candidatos o reinvindicavam para si. No entanto, Marroni foi novamente ultrapassado no segundo turno, terminando o pleito com 43,28% (83 193) dos votos.
Em 2010, Marroni foi reeleito deputado federal com mais de 87 mil votos – o mais votado candidato pelotense à Câmara Federal em todos os tempos. Contudo, passou para a suplência após Maria do Rosário (PT) ter seus votos validados; ele assumiu o cargo após a ida de Rosário para a Secretaria de Direitos Humanos em 2011, permanecendo até o retorno dela à Câmara em 2014. Nesta legislatura, integrou as comissões permanentes de Ciência, Tecnologia e Inovação; de Meio Ambiente e Desenvolvimento Sustentável; de Viação e Transportes; de Meio Ambiente e Desenvolvimento Sustentável; de Legislação Participativa; de Desenvolvimento Urbano; de Relações Exteriores e de Defesa Nacional; de Saúde; de Agricultura, Pecuária, Abastecimento e Desenvolvimento Rural; e de Cultura.
Na eleição de 2012, candidata-se pela quinta vez seguida à prefeitura. Seu principal adversário na disputa foi Eduardo Leite (PSDB), que representava a maior coligação do pleito e a mesma que vencera em 2004 e 2008. Recebeu visita dos então ministros Alexandre Padilha, José Eduardo Cardozo, Fernando Pimentel e do governador Tarso, enquanto Dilma e Lula gravaram mensagens para seu horário eleitoral. Terminou o primeiro turno em segundo lugar, com 28,54% (55 111) dos votos. Pelotas foi a única cidade gaúcha a disputar segundo turno naquele ano. Marroni acabou o segundo turno também na segunda posição, com 42,85% (83 079) dos votos, sendo superado em ambos por Leite.
Em 2014, foi reeleito deputado federal, contudo, novamente passou para a suplência, perdendo o cargo para José Otávio Germano (PP). A mudança ocorreu pelo fato de o Tribunal Superior Eleitoral ter validado os 45 559 votos do candidato Claudio Janta (SD), que fazia parte da mesma coligação de Germano, alterando o quociente eleitoral, que determina o número de votos para cada cadeira na Câmara. Com a ida de Pepe Vargas (PT) para a função de ministro de Estado, Marroni assume a cadeira parlamentar em fevereiro de 2015, ficando até o retorno de Pepe em outubro do mesmo ano. Nesta legislatura, integrou as comissões permanentes de Relações Exteriores e de Defesa Nacional; de Viação e Transportes; e de Minas e Energia.
Na eleição municipal de 2016, pela primeira vez em 20 anos, Fernando não foi o candidato do PT ao cargo de prefeito. Em vez disso, sua esposa, Miriam, concorreu e terminou o pleito em quarto lugar, com 6,42% dos votos. Em 2020, por discordar da decisão do partido de não realizar prévias eleitorais, retirou sua candidatura mesmo sendo considerado o nome mais forte da legenda para aquela eleição. O PT lançou como candidato à prefeitura o vereador Ivan Duarte, que chegou ao segundo turno mas não se elegeu.
Em 2018, foi eleito deputado estadual do Rio Grande do Sul, com 0,53% dos votos válidos (30 704 votos). Como legislador estadual, foi autor – junto a Zé Nunes (PT) – do projeto de lei (PL) que instituiu a região turística da Costa Doce no RS, além de vice-presidente da Comissão de Educação, Cultura, Desporto, Ciência e Tecnologia da Assembleia Legislativa do Rio Grande do Sul. Criou, também, o PL Semana Maria da Penha nas Escolas que visa a reflexão em escolas sobre a violência contra a mulher. Disputou a reeleição em 2022, mas terminou na quarta suplência da Federação Brasil da Esperança (FE Brasil), com 28 884 votos.

### 2023–presente: Trensurb e retorno à Prefeitura de Pelotas
Em 2023, foi nomeado diretor-presidente da Empresa de Trens Urbanos de Porto Alegre (Trensurb) pelo presidente Lula. Durante sua posse, destacou como pontos a serem trabalhados em sua gestão a valorização dos funcionários e a adoção de um modelo mais sustentável ambientalmente, além de criticar o que chamou de "sucateamento" da empresa em governos anteriores. Também garantiu que a entidade não seria privatizada e que articularia sua retirada do Programa Nacional de Desestatização, no qual foi colocada durante o governo Jair Bolsonaro, promessa que se concretizou em março de 2024. Desligou-se do cargo em junho de 2024 para concorrer novamente à prefeitura pelotense; foi sucedido interinamente por Ernani Fagundes e definitivamente por Nazur Garcia.
Após um hiato de duas eleições municipais, em 2024 Marroni lançou sua sexta candidatura à prefeitura de Pelotas, contando com apoio da coligação Nova Frente Popular (FE Brasil/PSOL REDE) e com a vice Daniela Brizolara (PSOL), marcando a primeira vez em que o PT e o PSOL se aliam ainda no primeiro turno de uma eleição no município. Durante a campanha, apresentou-se com um discurso de renovação, declarando descontentamento com o fato de a cidade ter sido governada pela mesma coligação desde o fim de seu mandato, em 2005. Duas pesquisas de opinião foram divulgadas antes das eleições, ambas as quais indicavam a liderança do petista e sua possível vitória no segundo turno. Em contrapartida, também o mostraram como o candidato com maior índice de rejeição (31,9%). Encerrou o primeiro turno em primeiro lugar com 39,6% (68 443) dos votos. Para o segundo turno, recebeu uma ampla gama de apoios, incluindo os do governador e ex-prefeito Eduardo Leite, do ex-prefeito Irajá Rodrigues e da então prefeita Paula Mascarenhas. Assim, vence a eleição no segundo turno ao derrotar Marciano Perondi (PL), com 50,36% (87 737) dos votos, retornando ao cargo após vinte anos.

## Desempenho em eleições
| Histórico eleitoral de Fernando Marroni | Histórico eleitoral de Fernando Marroni | Histórico eleitoral de Fernando Marroni | Histórico eleitoral de Fernando Marroni | Histórico eleitoral de Fernando Marroni       | Histórico eleitoral de Fernando Marroni | Histórico eleitoral de Fernando Marroni | Histórico eleitoral de Fernando Marroni | Histórico eleitoral de Fernando Marroni |
| Ano                                     | Eleição                                 | Cargo                                   | Partido                                 | Coligação                                     | Votos                                   | %                                       | Resultado                               |                                         |
| --------------------------------------- | --------------------------------------- | --------------------------------------- | --------------------------------------- | --------------------------------------------- | --------------------------------------- | --------------------------------------- | --------------------------------------- | --------------------------------------- |
| 1996                                    | Municipal de Pelotas                    | Prefeito                                | PT                                      | PT/PPS/PV                                     | 79 407                                  | 48,2                                    | Não eleito (2.º Turno)                  |                                         |
| 1998                                    | Estadual do Rio Grande do Sul           | Deputado federal                        | PT                                      | —                                             | 47 051                                  | 1,0                                     | Eleito (26.º mais votado)               |                                         |
| 2000                                    | Municipal de Pelotas                    | Prefeito                                | PT                                      | "Frente Popular" (PT/PSB/PCdoB/PCB)           | 94 953                                  | 52,9                                    | Eleito (2.º Turno)                      |                                         |
| 2004                                    | Municipal de Pelotas                    | Prefeito                                | PT                                      | "Frente Popular" (PT/PL/PCdoB)                | 91 007                                  | 47,6                                    | Não eleito (2.º Turno)                  |                                         |
| 2006                                    | Estadual do Rio Grande do Sul           | Deputado federal                        | PT                                      | "A Força do Povo" (PT/PCdoB)                  | 70 411                                  | 1,1                                     | Suplente (27.º mais votado)             |                                         |
| 2008                                    | Municipal de Pelotas                    | Prefeito                                | PT                                      | "Frente Popular" (PT/PSB/PCdoB)               | 83 193                                  | 43,3                                    | Não eleito (2.º Turno)                  |                                         |
| 2010                                    | Estadual do Rio Grande do Sul           | Deputado federal                        | PT                                      | —                                             | 87 103                                  | 1,4                                     | Suplente (25.º mais votado)             |                                         |
| 2012                                    | Municipal de Pelotas                    | Prefeito                                | PT                                      | PT/PPL/PMDB/PSDC                              | 83 079                                  | 42,9                                    | Não eleito (2.º Turno)                  |                                         |
| 2014                                    | Estadual do Rio Grande do Sul           | Deputado federal                        | PT                                      | —                                             | 94 275                                  | 1,6                                     | Suplente (27.º mais votado)             |                                         |
| 2018                                    | Estadual do Rio Grande do Sul           | Deputado estadual                       | PT                                      | —                                             | 30 704                                  | 0,5                                     | Eleito (45.º mais votado)               |                                         |
| 2022                                    | Estadual do Rio Grande do Sul           | Deputado estadual                       | PT                                      | "Federação Brasil da Esperança" (PT/PCdoB/PV) | 28 884                                  | 0,47                                    | Suplente (16.º na coligação)            |                                         |
| 2024                                    | Municipal de Pelotas                    | Prefeito                                | PT                                      | "Nova Frente Popular" (FE Brasil/PSOL REDE)   | 87 737                                  | 50,36                                   | Eleito (2.º Turno)                      |                                         |